# 賽德克族
賽德克族（賽德克語：Seediq/Sejiq/Seejiq/sjiq)，是臺灣原住民的部族之一，主要分佈於南投縣仁愛鄉及花蓮縣秀林鄉、萬榮鄉、卓溪鄉。在近代的族群分類上被歸為泰雅族的分支，經過多年的正名運動，終在2008年4月23日成為中華民國政府承認的臺灣原住民族群。人口約一萬一千餘人。
早在清朝文獻中即可見到該族的記載，日治時期的人類學家雖然發現賽德克族與泰雅族在語言上的差異，但兩者同樣有紋面、出草等文化，故仍將其歸類在後者；而賽德克族與太魯閣族則有共同的起源與文化，卻在居住地域的迥異以及太魯閣族人的身分認同下分道揚鑣。

## 族群沿革
早期原住民並沒有「族」的概念，依據日治時期的文獻記錄中稱使用seejiq語系的人為「紗績族」，主要是參考該群體指涉「人」（seejiq）的發音。原本居住於現今南投地區，包含三個方言群體：德路固（Seejiq Truku）又稱「太魯閣群」（Taroko）或「托洛庫群」（Truku）、德克達雅（Seediq Tgdaya），亦稱為德克達雅群（Takadaya）以及都達（Seediq Toda）也稱為都達群（Tuuda）。

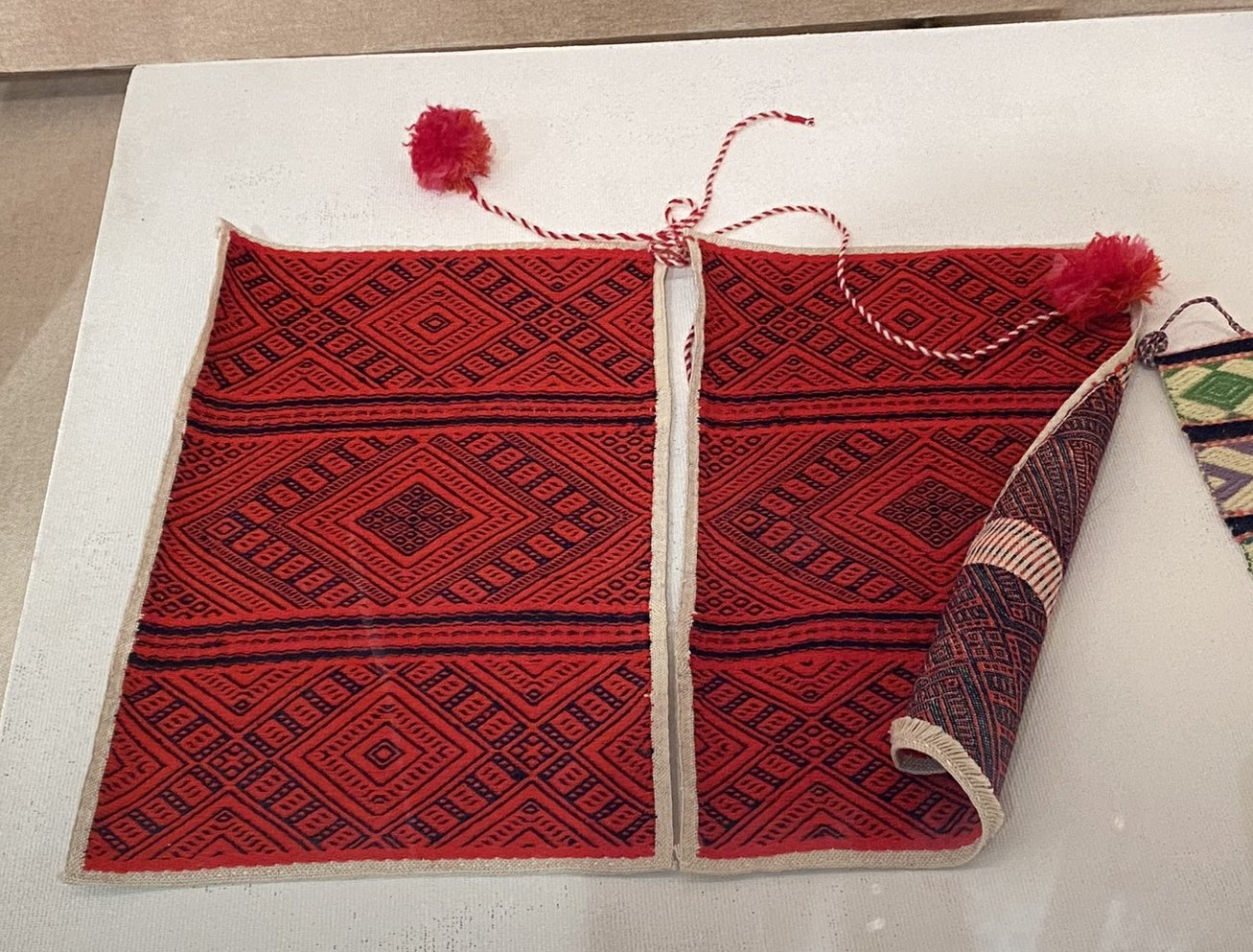
賽德克族護腳布

台灣日治時代中期發生的霧社事件，即是賽德克族對日本當局的高壓統治不滿而爆發。
三百年前，部分族人輾轉搬遷到現今的花蓮地區，發展出自己的文化，也演進了自己的語言。這些族人在長期的相處互動下，形塑明確的族群認同意識，要求正名為太魯閣族。
2003年9月23日，由於東、西部族人對於族名的主張有所不同，西部族人主張賽德克族，東部族人主張太魯閣族，南投縣仁愛鄉Seejiq Truku、Seediq Tgdaya、Seediq Toda族名正名促進會在埔里阿波羅飯店成立。主張由三個方言群體的族人，於參酌學者專家意見後，共同決定以日本人文獻記載作為族名的依據，並要求政府暫緩東部賽德克人片面正名為「太魯閣族」。
2004年1月14日，東部賽德克人以「太魯閣族」為族名正名成功，經行政院通過認定為台灣的第十二個原住民族，並邀西部賽德克人共同登記加入太魯閣族。
2006年3月29日，南投縣賽德克族文史傳承協會發函給行政院原住民族委員會，請其轉呈行政院，儘管學者認為賽德克應與太魯閣商議族名，但在政治人物的強力操作下，准予核定公告「賽德克族」為獨立之台灣原住民族。
2007年1月12日，賽德克族正名運動促進會在南投縣埔里鎮舉辦「賽德克族正名大會」，為賽德克族正名宣誓，宣誓代表有：
德固達雅語代表：高德明牧師；
都達語代表：徐清文長老；
德魯固語代表：余信平牧師；
花蓮德魯固語代表：楊盛涂校長；
英語代表：孔文吉立委；
日語代表：Yayuc Napay；
國語代表：陳世光鄉長。

## 傳統文化

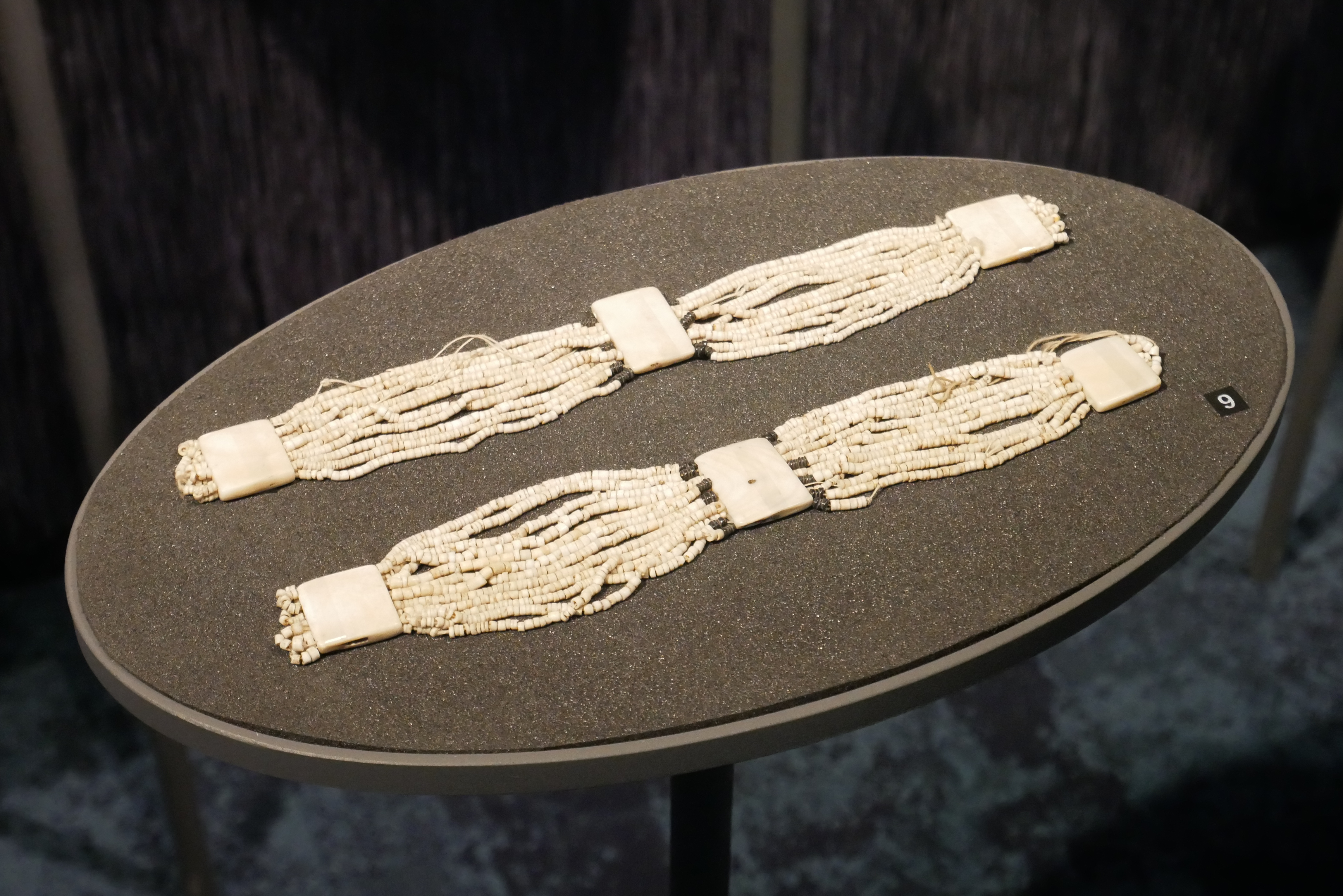
馬赫坡社（南投縣仁愛鄉精英村）貝珠踝飾（國立臺灣博物館藏）

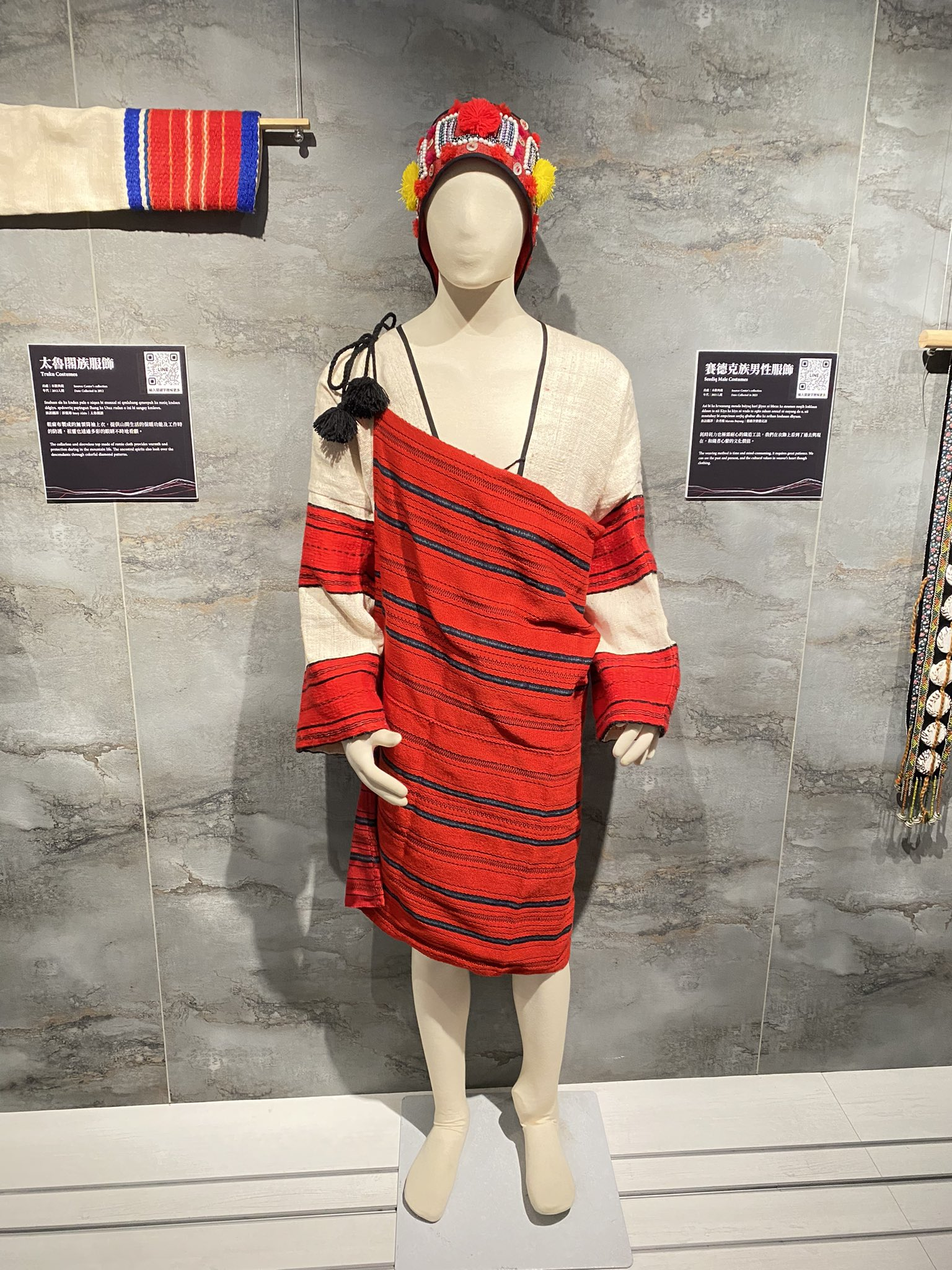
賽德克族服飾

賽德克族的社會體系與文化、制度以「Gaya」與「Waya」（譯作族律）為優先與最高標準。部落意識為輔之生活系統，所建構的傳統農獵社會型態，賽德克族的社會制度屬父為主、母為輔的特殊社會制度。賽德克族的家庭乃至部落社會的互動模式中，紡織工作由女性為主力、較為粗重的工作及狩獵等庶務以男性為主。
在婚姻制度上，賽德克族採一夫一妻制的單配偶制，並且禁止近親(三代）通婚。青年男女的婚姻，要按照父母之命。部落設有青年男女可以談情說愛的聚會所。
在歷史實證與《賽德克·巴萊》劇情中部份顯示，賽德克族在台灣1895年至1945年10月25日之間的日本時代確實受當時殖民政策所影響，禁止賽德克人傳承自家文化，以致一些儀式（如Smratuc）文化漸被族世人淡忘。2011年1月，賽德克族恢復「年祭」與「播種祭」。賽德克族有一種傳統樂器「獵首笛」，要用嘴巴吹氣、演奏，均是早期賽德克族人使用生活中常見物品製作而成。

## 相關人物
- Dakis Pawan：郭明正。文化學者，賽德克族語老師。
- Mona Rudo： 莫那·魯道。霧社事件領導者。
- Taimo Walis：鐵木·瓦力斯。都達群頭目。
- Teymu Ukah：德伊木巫卡。音樂家，歌手[13][14]。
- Umin Boya：馬志翔。演員，導演。
- Walis Perin：瓦歷斯·貝林。政治人物。
- Yoku Walis： 幽谷瓦歷斯。音樂家，歌手[15]。
- Yosi Takun：孔文吉，中國國民黨籍原住民前立委。
- 伊萬·納威

## 統計
| 縣市   | 賽德克族人口 | 總人口     | 比率  |
| ------ | ------------ | ---------- | ----- |
| 南投縣 | 6,494        | 510,632    | 1.27% |
| 花蓮縣 | 820          | 332,091    | 0.25% |
| 臺中市 | 610          | 2,736,813  | 0.02% |
| 桃園市 | 361          | 2,092,977  | 0.02% |
| 新北市 | 233          | 3,966,533  | 0.01% |
| 臺北市 | 218          | 2,777,948  | 0.01% |
| 高雄市 | 108          | 2,701,571  | 0.00% |
| 彰化縣 | 71           | 1,288,529  | 0.01% |
| 臺南市 | 56           | 540,193    | 0.01% |
| 苗栗縣 | 44           | 564,855    | 0.01% |
| 宜蘭縣 | 39           | 458,375    | 0.01% |
| 臺東縣 | 32           | 222,967    | 0.01% |
| 新竹市 | 28           | 433,091    | 0.01% |
| 嘉義縣 | 27           | 520,910    | 0.01% |
| 基隆市 | 23           | 372,604    | 0.01% |
| 屏東縣 | 18           | 842,976    | 0.00% |
| 雲林縣 | 14           | 700,846    | 0.00% |
| 澎湖縣 | 13           | 101,734    | 0.01% |
| 嘉義市 | 8            | 270,656    | 0.00% |
| 金門縣 | 5            | 131,099    | 0.00% |
| 連江縣 | 1            | 12,524     | 0.01% |
| 總計   | 9,272        | 23,461,708 | 0.04% |

## 聚落
- 南投縣部分：
  - 清流部落（Alang Gluban）：南投縣仁愛鄉互助村，德克達雅群為主
  - 中原部落（Alang Nakahara）：南投縣仁愛鄉互助村，德克達雅群為主
  - 史努櫻部落（Alang Snuwing）：南投縣仁愛鄉春陽村，都達群為主
  - 廬山部落（Alang Bwarung）：南投縣仁愛鄉精英村，德路固群為主
  - 平和部落（Alang Ruku daya）：南投縣仁愛鄉都達村，都達群為主
  - 平靜部落（Alang Toda）：南投縣仁愛鄉都達村，都達群為主
  - 沙都部落（Alang Sadu）：南投縣仁愛鄉德鹿谷村，德路固群為主
  - 德魯灣部落（Alang Truwan）：南投縣仁愛鄉德鹿谷村，德路固群為主
  - 卜溪部落（Alang Busi）：南投縣仁愛鄉德鹿谷村，德路固群為主
  - 松林部落（Alang Pulan）：南投縣仁愛鄉親愛村，德路固群為主
  - 巴蘭部落（Alang Paran）：南投縣仁愛鄉大同村
  - 眉溪部落（Alang Tongan）：南投縣仁愛鄉南豐村
- 花蓮縣部分：
  - 山里部落 (Alang Tawsay) ：花蓮縣卓溪鄉立山村

### 相關原住民族
- 太魯閣族
- 泰雅族

### 相關名詞
- 出草

### 歷史事件
- 霧社事件
- 青山事件

2658697984736

### 電視劇
- 風中緋櫻

### 電影
- 賽德克‧巴萊

## 外部連結
- （繁體中文） 賽德克族_認識本族 －台灣原住民族文化園區
- （繁體中文） 賽德克族(Seediq) 起源傳說[永久] －臺灣原住民族文化知識網
- （繁體中文） 賽德克-真正的人~
- （日語） 台日地区研究公開講演会　セイダッカの正名運動 （页面存档备份，存于）

### 歌謠
- 仁愛鄉親愛村賽德克族婦女歌舞 （页面存档备份，存于），呂炳川錄製，臺灣音樂館典藏
- 仁愛鄉發祥村賽德克族祝福歌 （页面存档备份，存于），呂炳川錄製，臺灣音樂館典藏
- 仁愛鄉合作村賽德克族婦女歌舞 （页面存档备份，存于），呂炳川錄製，臺灣音樂館典藏
- 春陽賽德克族四簧口琴獨奏 （页面存档备份，存于），呂炳川錄製，臺灣音樂館典藏